# Ctenotus septenarius
Ctenotus septenarius är en ödleart som beskrevs av  George King HORNER och FYFE 1988. Ctenotus septenarius ingår i släktet Ctenotus och familjen skinkar. Inga underarter finns listade i Catalogue of Life.